# Eduardo Rabossi
Eduardo Rabossi (ur. 20 marca 1930 w Buenos Aires, zm. 11 listopada 2005 w Cuzco) – argentyński filozof oraz obrońca praw człowieka.

## Życiorys
Ukończył studia na uniwersytecie w Buenos Aires. Następnie uzyskał tytuł magistra filozofii w Duke University. Uchodzi za pioniera filozofii analitycznej w Argentynie. Jeden z założycieli i pierwszy prezydent Argentyńskiego Towarzystwa Filozofii Analitycznej. Był redaktorem czasopisma filozoficznego Análisis Filosófico. Zmarł podczas kongresu filozoficznego w Cuzco.

## Publikacje
- Filosofía de la mente y ciencia cognitiva, 1995
- La filosofía y el filosofar, 1994
- La carta universal de los derechos humanos, 1987
- Etica y análisis, 1985
- Philosophical Analysis in Latin America, 1982 (редактор)
- Estudios éticos, 1977
- Análisis filosófico, lenguaje y metafísica, 1977
- La justificación moral del castigo, 1976